# Mirifiques Aventures de maître Antifer
Mirifiques Aventures de maître Antifer est un roman de Jules Verne, paru en 1894.
Le roman raconte une chasse au trésor, où les indices, arrivant par bribes, mènent Pierre Servan Malo de Saint-Malo de la Tunisie au golfe de Guinée, puis à Édimbourg, à l'île Spitzberg, et enfin au large de la Sicile.

## Historique
Le roman est achevé en 1892. Il est publié en feuilleton dans le Magasin d'éducation et de récréation du 1er janvier au 15 décembre 1894, puis en volume, à partir du 26 novembre de la même année, chez Hetzel.

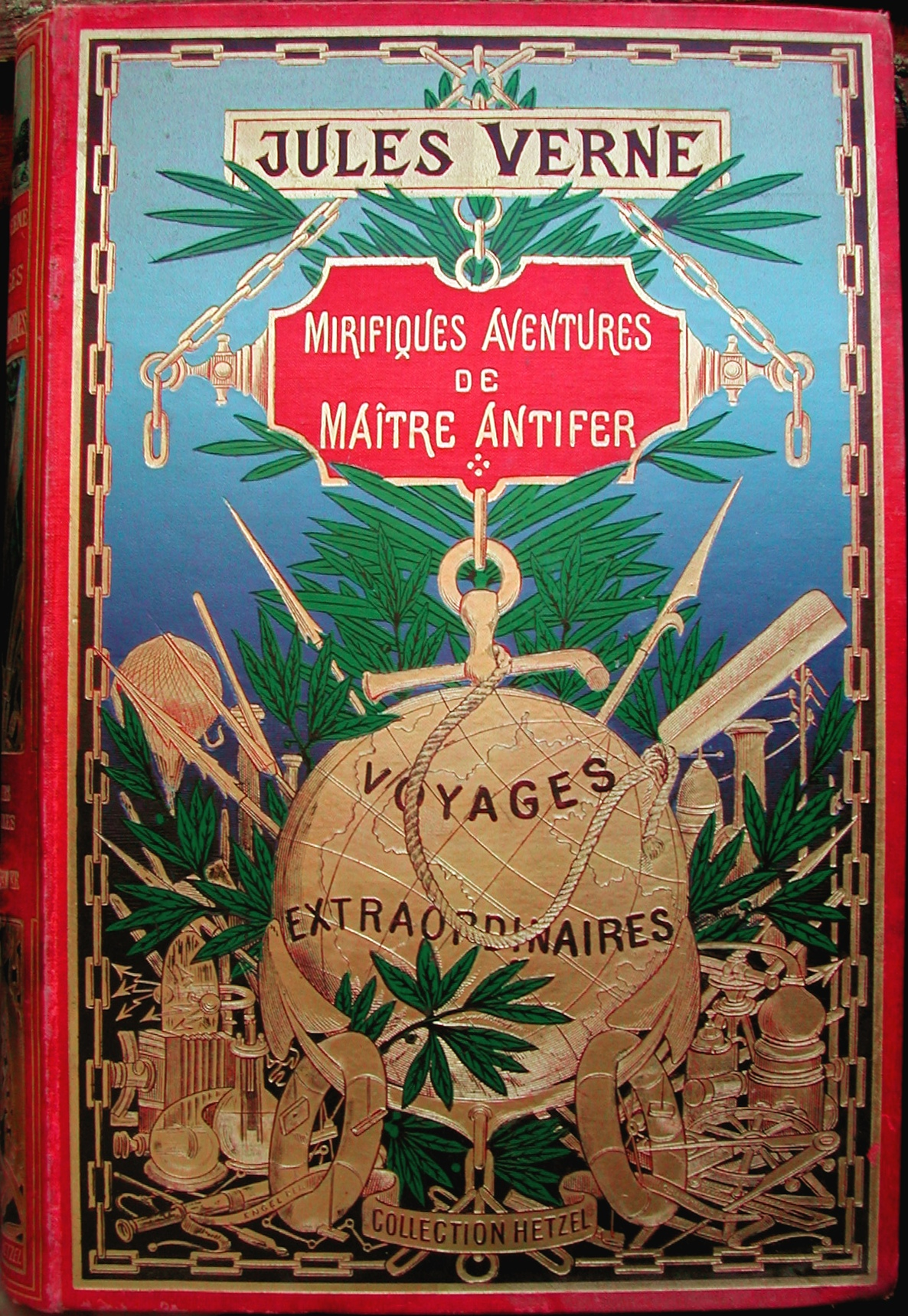
Mirifiques Aventures de maître Antifer
(cartonnage à la Mappemonde).

## Résumé
1831 : Le richissime Égyptien Kamylk-Pacha enterre ses trésors dans le roc d'un îlot inconnu, afin de les soustraire à la cupidité de sa famille.
1862 : À Saint-Malo, Pierre Antifer, Breton aussi impulsif que bourru, médite sur un document légué par son père ; ce dernier le tenait de Kamylk-Pacha à qui il avait sauvé la vie jadis. Ce document mentionne la latitude de l’îlot au trésor, la longitude devant être communiquée un jour à Antifer. Son neveu, Juhel, lui, ne pense qu'à son union prochaine avec Enogate et redoute les conséquences d'un voyage éventuel.
Le notaire Ben-Omar, surveillé par Saouk, dernier héritier du pacha, arrive à Saint-Malo et révèle à maître Antifer la longitude tant désirée. Le bouillant marin s'embarque aussitôt, entraînant avec lui son ami Gildas Trégomain et le pauvre Juhel dont le mariage est ajourné.
L'îlot se trouve dans la mer d’Arabie, au large de Mascate. Hélas ! pour tout trésor les voyageurs découvrent un second parchemin, indiquant une nouvelle longitude, qui les renvoie à un banquier maltais, colégataire avec Antifer et possédant, lui aussi, une latitude. Même processus, même échange de coordonnées et les voilà repartis, avec le banquier Zambuco, pour un point précis de la côte africaine. Et là, on déterre un autre message, avec encore une longitude et le nom d'un nouveau colégataire résidant en Écosse. À Édimbourg, le révérend Tyrcomel prône la destruction des richesses : il va donc refuser obstinément de livrer le renseignement qui doit conduire au trésor. Saouk, violent et sans scrupule, l’agresse, le ligote et découvre l’inscription tatouée sur le corps de l’Écossais. Le brigand n'en profitera pas et finira son voyage dans une prison anglaise.
Antifer, nanti de la nouvelle latitude, affrète un navire pour le Spitzberg où se situe un troisième îlot. Il n'y découvre qu'un document à demi illisible et ne peut localiser l'emplacement définitif du pactole. Malade de dépit, il rentre à Saint-Malo et Juhel peut enfin épouser Enogate.
Bien involontairement, la jeune femme fournira à son mari la solution de l'énigme et il pourra interpréter le parchemin récalcitrant : le trésor est dissimulé au large de la Sicile. Tous s'y rendent pour apprendre que l’île Julia, d'origine volcanique, émergea des profondeurs de la mer en 1831 ; malheureusement, elle y retourna quelques mois seulement après son émersion. Adieu donc, l'or et les pierreries de Kamylk-Pacha !
Antifer, guéri définitivement de ses rêves d'opulence, prendra le parti de rire de cette mésaventure pour le plus grand soulagement de sa famille.